# 中村又一

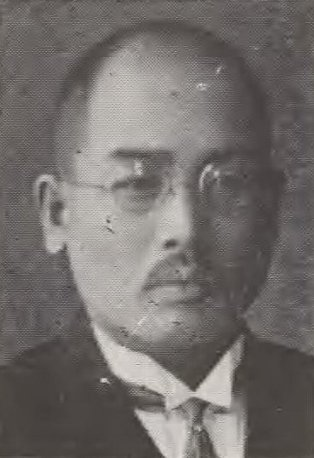
中村又一

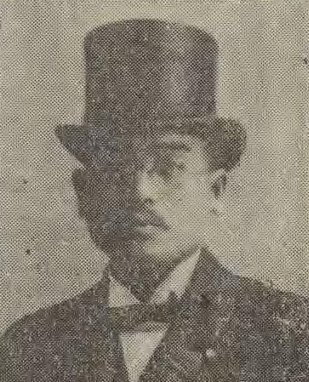
中村又一

中村 又一（なかむら またいち、1890年（明治23年）10月1日 - 1971年（昭和46年）2月22日）は、日本の衆議院議員（立憲民政党→日本進歩党→民主党）、司法参与官。弁護士。

## 経歴
佐賀県藤津郡古枝村（現在の鹿島市）出身。日本大学で学んだ後、1914年（大正3年）から翌年にかけて臨時陸軍輜重輸卒として日独戦争に従軍し、金鵄勲章を得た。1916年（大正5年）、三菱鉱業唐津鉱業所に入り、やがて台湾製糖に移った。そのかたわら1919年（大正8年）に明治大学法学部を卒業。1923年（大正12年）に弁理士試験に合格し、さらに翌年には弁護士試験に合格して開業した。その後、東京市会議員、同参事会員に選出された。その他、日本弁護士協会理事、明治大学評議員、大日本殊勲軍人会会長、麻布区教育会会長などを務めた。
1936年（昭和11年）、第19回衆議院議員総選挙に出馬し当選を果たした。
戦後は第22回衆議院議員総選挙から3回連続当選を果たし、第1次吉田内閣で司法参与官を務めた。